# Barrage de Nathpa Jhakri
 (janvier 2016).
Si vous disposez d'ouvrages ou d'articles de référence ou si vous connaissez des sites web de qualité traitant du thème abordé ici, merci de compléter l'article en donnant les références utiles à sa vérifiabilité et en les liant à la section « Notes et références ».
Le barrage de Nathpa Jhakri (en Hindi:नाथपा झाकड़ी जलविद्युत परियोजना) est un barrage dans le Himachal Pradesh en Inde sur le Sutlej. Il est associé à une centrale hydroélectrique de 1 500 MW. Sa construction a démarré en 1993 et s'est terminée en 2004.